# Stüssy
Stüssy è un marchio di abbigliamento fondato a Laguna Beach nel 1980. Il marchio si rivolge alle culture di skateboard e hip hop e alla cultura giovanile.

## Storia
Il fondatore della compagnia Shawn Stüssy era un produttore di skateboard attivo nella California. Il logo che ha reso caratteristico il brand è stato creato dallo stesso Shawn che scriveva il proprio cognome su tavole da surf. Ha iniziato a produrre e vendere magliette, pantaloncini e cappelli con il proprio logo, nell'area di Laguna Beach.
Nel 1984 entra in affari con Frank Sinatra Jr., e nel 1988 viene aperto il primo negozio Stüssy a SoHo, New York. Negli anni 90 vengono aperti diversi store. Nel 1996 Stüssy ritirò il titolo di presidente della compagnia lasciandolo a Sinatra.

## Stile
Il successo iniziale del marchio è stato attribuito alla sua popolarità nelle scene hip hop e skater/surfista. Il marchio è stato abbracciato anche dalla sottocultura punk e da altre sottoculture di strada.
Nel corso del tempo, il brand ha puntato a diventare sempre più esclusivo, eliminando quasi completamente i prodotti dai distributori secondari e limitando la disponibilità degli articoli nei propri negozi monomarca e sul sito ufficiale.
Molti considerano il brand come luxury streetwear, paragonandolo anche a un noto marchio di lusso, da cui Stussy ha tratto ispirazione per una delle sue iconiche grafiche.

### Collaborazioni
Nel 2011, la Marvel si è unita a Stüssy per una linea estremamente ampia che è stata divisa in due "set". Il primo è stato pubblicato il 27 aprile e comprendeva nove modelli di magliette raffiguranti molti dei supereroi più famosi della Marvel combinati con il famoso linguaggio grafico di Stüssy. 
Nel 2020, Matthew M Williams ha pubblicato su Instagram un annuncio per la una nuova partnership con Stüssy. Williams è cresciuto in California. Durante la sua decennale carriera ha collaborato con i migliori artisti dei settori del cinema, della musica, della fotografia e del design, creando un ambiente visivo sofisticato incentrato sulla riutilizzazione artistica, la creatività e l'artigianato.